# Börringe station
Börringe station is een plaats in de gemeente Svedala in het Zweedse landschap Skåne en de provincie Skåne län. De plaats heeft 77 inwoners (2005) en een oppervlakte van 13 hectare.